# Suhan Babaýew
Suhan Babaýew (ur. 25 grudnia 1910 w miejscowości Ýüzbaşy w obwodzie zakaspijskim, zm. 28 listopada 1995) – radziecki i turkmeński polityk, przewodniczący Rady Komisarzy Ludowych (1945–1946), przewodniczący Rady Ministrów Turkmeńskiej SRR (1946–1951), I sekretarz KC Komunistycznej Partii Turkmeńskiej SRR (1951–1958).
W 1931 ukończył Środkowoazjatyckie Technikum Zasobów Wodnych, w latach 1931–1937 szef rejonowego zarządu gospodarki wodnej w Stalińsku, 1937–1939 naczelnik systemu nawadniania w Murgabie, od 1939 w WKP(b), 1939–1940 naczelnik obwodowego zarządu gospodarki wodnej w Marijsku, 1941 zastępca komisarza kontroli państwowej Turkmeńskiej SRR i zastępca przewodniczącego Rady Komisarzy Ludowych Turkmeńskiej SRR, 1941–1942 słuchacz Wyższej Szkoły Partyjnej przy KC WKP(b), 1943–1945 I sekretarz obwodowego komitetu partyjnego w Czardżou (obecnie Türkmenabat). Od 17 października 1945 do 14 lipca 1951 przewodniczący Rady Komisarzy Ludowych/Rady Ministrów Turkmeńskiej SRR. Od lipca 1951 do 14 grudnia 1958 I sekretarz KC Komunistycznej Partii Turkmeńskiej SRR. Deputowany do Rady Najwyższej ZSRR od 2 do 5 kadencji. Od 14 października 1952 do 19 grudnia 1958 członek KC KPZR. Później przewodniczący kołchozu.

## Odznaczenia
- Order Lenina (czterokrotnie)
- Order Czerwonego Sztandaru Pracy
- Order Czerwonej Gwiazdy
- Order „Znak Honoru” (1939)